# Alex Jordan (Pornodarstellerin)
Alex Jordan (* 20. September 1963 in Kalifornien als Karen Elizabeth Hughes; † 2. Juli 1995 in Marina del Rey, Kalifornien; eigentlich Karen Elizabeth Mereness) war eine US-amerikanische Pornodarstellerin.
Jordan gab ihr Debüt im Jahr 1991 im Hardcorefilm Box of Slavegirls. 1995 beging sie Suizid. Sie hat über 130 Filme gedreht.

## Auszeichnungen
- 1993: AVN Award Best New Starlet
- 1993: AVN Award für Best Couples Sex Scene, Video in The Party (mit Joey Silvera)
- 1993: FOXE Video Vixen Award